# 郊区 (株洲市)
株洲市郊区，中国湖南省旧区名。
1966年由株洲市以市郊荷花、曲尺两公社及市区周边的五个农场及其他几个园艺场、畜牧场、水产场联合设置。在今株洲市郊。1997年撤销，分别划入以天元区为主体的周边各市辖区。